# سرخ عقیق
سرخ عقیق (به انگلیسی: Carnelian) نام طیفی از رنگ سرخ است که به جهت رنگ خاص سنگ‌های عقیق جگری به این نام مشهور است. همچنین این رنگ در بین دانشگاها ی ایالات متحده آمریکا، به عنوان رنگ دانشگاه کرنل شناخته می‌شود و بنا به تاریخچه دانشگاه کرنل، مسئولین دانشگاه کرنل به جهت شباهت میان شاغلان دانشگاه کرنل که «کُرنلین» خوانده می‌شدند با نام رنگ سرخ عقیق که در انگلیسی «کارنلین» است، این رنگ را انتخاب کردند.